# بيرجيت كريستنسن
بيرجيت كريستنسن (31 مايو 1976 - ) هي مدربة كرة قدم ولاعبة كرة قدم دانمركية في مركز الوسط، شاركت في الألعاب الأولمبية الصيفية 1996. وشاركت مع منتخب الدنمارك لكرة القدم للسيدات.

## وصلات خارجية
- بيرجيت كريستنسن على موقع الاتحاد الدولي (مؤرشف)  (الإنجليزية)
- بيرجيت كريستنسن على موقع قاعدة بيانات كرة القدم.إي يو (الإنجليزية)
- بيرجيت كريستنسن على موقع Soccerway.com (الإنجليزية)
- بيرجيت كريستنسن على موقع عالم كرة القدم.نت (الإنجليزية)
- بيرجيت كريستنسن على موقع أوليمبيديا (الإنجليزية)